# コロンビア陸軍

コロンビア陸軍の紋章

コロンビア陸軍（西：Ejército Nacional de Colombia）はコロンビアの陸軍。

## 概要

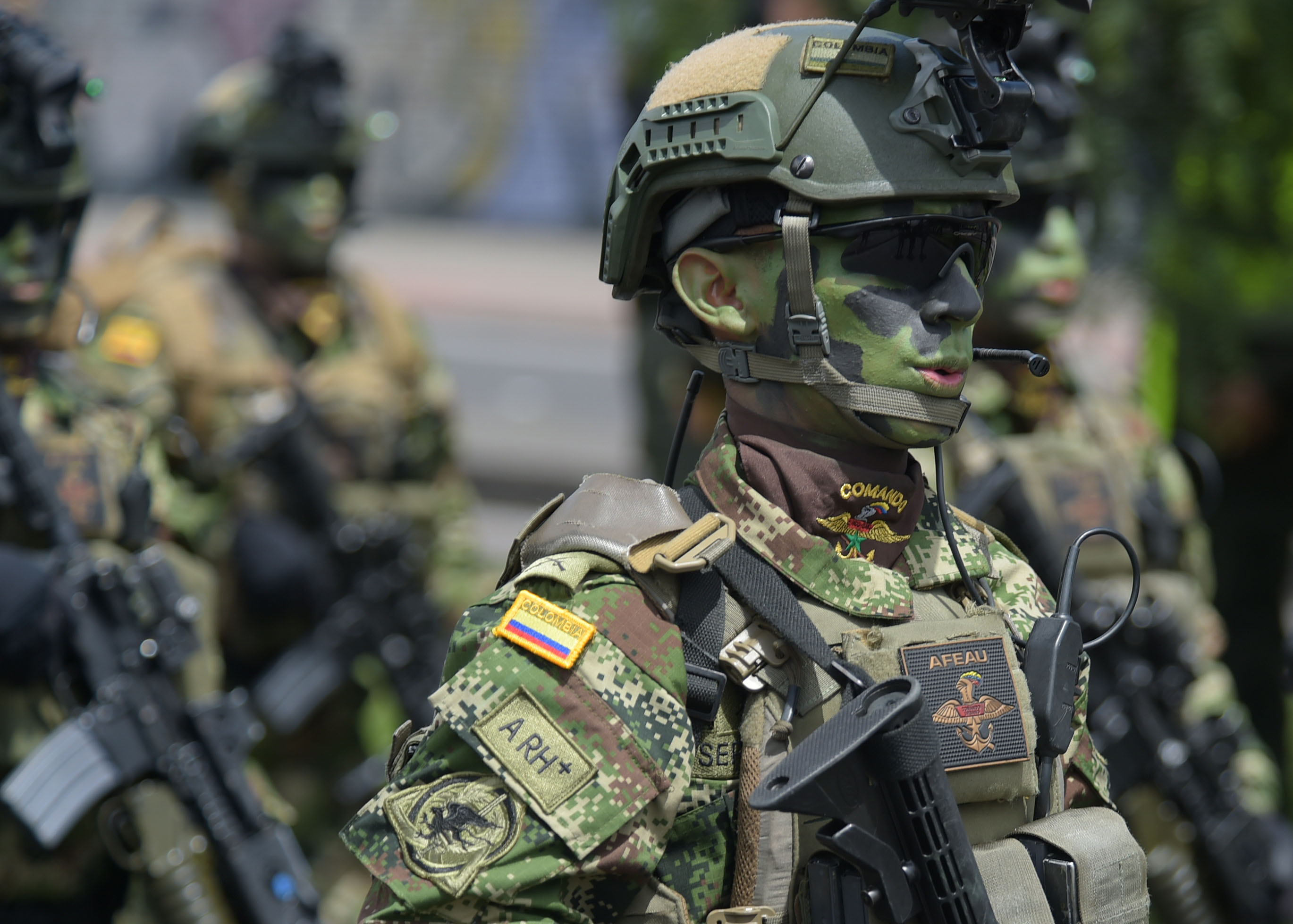
Parche del CCOES sobre el hombro de un comando, a su vez miembro de la Agrupación de Fuerzas Especiales Antiterroristas Urbanas AFEAU

南米有数の陸軍であるが、1964年以来続く内戦の影響により、コロンビア革命軍、コロンビア民族解放軍、コロンビア人民解放軍などに対する対ゲリラ作戦、メデジン・カルテルなどに代表される犯罪組織に対する対麻薬作戦など、国内の治安維持が主たる任務となっており、コロンビア計画によるアメリカ合衆国の援助の下、歩兵主体の組織編制がとられている。主力戦車は既に無く、2004年にスペイン陸軍で余剰となったAMX-30戦車の購入計画は政治的理由により頓挫した。
陸軍部隊の編制や部局は、対内乱戦を意識した特有のものがある。強制執行作戦の際に発生し得る人権侵害行為への対応策として国際人道・人権本部が設けられ、対麻薬取締や対ゲリラに特化した特殊部隊の充実、頻発する拉致ビジネスに対応するための機関横断的な拉致対策警察活動などがある。長きにわたるテロ組織・誘拐事件との戦いの経験と実績から、対ゲリラ作戦では世界トップクラスの実戦能力を持つ陸軍である。
2024年時点で現役兵総員は187,400人、ほかに予備役25,050人を有する。徴兵制度を布いており、24歳までの男性を対象に18か月の兵役が課されている。

## 歴史
フランシスコ・デ・パウラ・サンタンデルにより創設される。コロンビア国軍が正式にできる以前の歴史は数十年前にまで遡れる。1770年ごろにコムネロ（comunero、現在のノルテ・デ・サンタンデール県）に最初の部隊ができる。1781年に解散されるが、1810年に独立への動きが高まると再び組織化され、1819年8月7日に正式に創設。
1828年、ペルーとの戦争が勃発し、グランコロンビア軍は国家の主権を守るために召集された。戦争は1829年まで続き、ペルー海軍が勝利したが、陸上ではタルキの戦いでペルーの侵攻部隊を粉砕し、コロンビア軍が勝利した。戦争は膠着状態に陥った。
その後、1886年法律127号により軍学校が創設され、1887年規則284号の定めにより管理される事となる。また、フランス軍顧問を受け入れた。
1907年、経済的にも道徳的にも国を荒廃させた千日戦争の直後、ラファエル・レイエス・プリエト大統領によって軍制改革が行われた。陸軍省は、チリの軍事使節団を雇い、軍隊の専門化について助言を求めた。その結果、1907年6月にコロンビア陸軍士官学校が創設された。1886年以来プロイセン軍の軍服と教義を採用していたチリ軍は、コロンビア軍にも同じことを行った。このことにより、コロンビア軍はプロイセン軍の軍服と教義(ドクトリン)を使い始めた。この名残で、今日でもコロンビア陸軍士官学校でプロイセンの影響を受けた礼服とピッケルハウベが用いられ続けている。
チリはコロンビア軍を師団に再編し、師団本部、歩兵3連隊、砲兵1連隊、騎兵1連隊から構成され、一方、工兵は歩兵連隊と一緒に編成されるようになった。この軍事改革により、コロンビア陸軍は専門化し、真の国軍が確立された。第一次世界大戦中、コロンビアは中立を保っていたが、紛争の推移を見守り、戦後はヨーロッパに軍事アタッシェを送り、航空、歩兵、騎兵、工兵、訓練法などの新技術の進歩を研究した。
1943年には連合国として第二次世界大戦に参戦することとなる。朝鮮戦争では1個歩兵大隊（約1,100人）を派遣。1964年に内戦が勃発しそれ以降混乱が続く。
シナイ半島における国際連合休戦監視機構に人員を派遣している。

## 組織

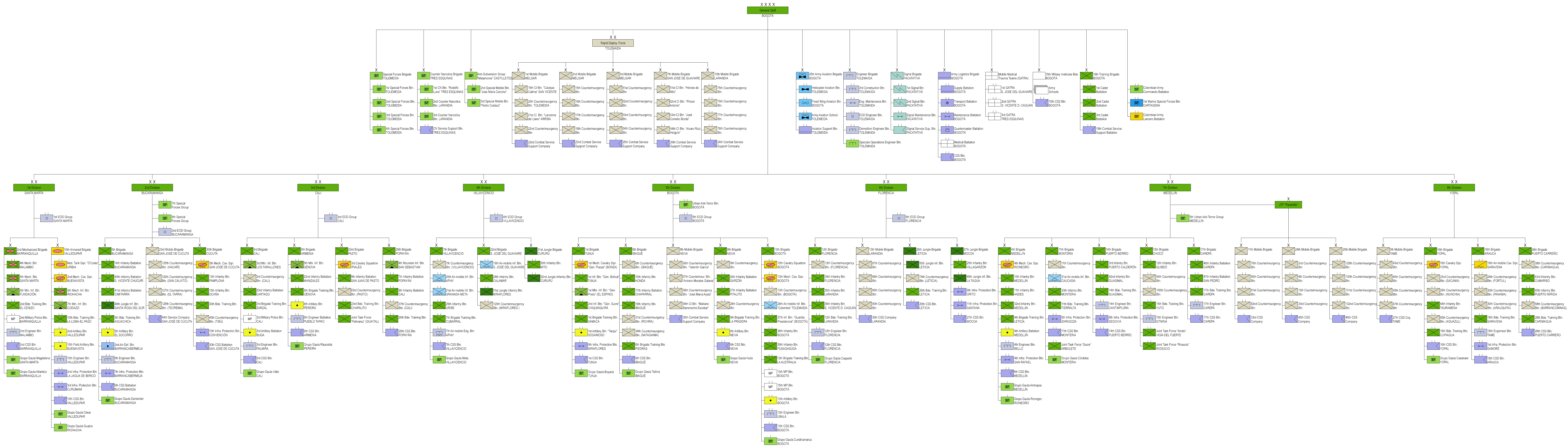
コロンビア陸軍の編成

陸軍総司令官（Comandante del Ejército Nacional）の下、以下の職位・組織がある。
- 陸軍総司令部（Comando Ejército）
  - 陸軍副司令官
  - 法務室
  - 監察部

- 陸軍参謀本部（Segundo Comandante y Jefe de Estado Mayor）
  - 計画局
  - 組織計画局
  - 従軍牧師職・従軍司祭職部
  - 教義教育本部
    - 教義局
    - 科学技術局
    - 訓練指導局
    - 教育局
    - 軍事教育センター
    - 国軍訓練センター

  - 作戦本部
    - 作戦局
    - 統合活動局
    - 情報局

  - 人材開発本部
    - 人事局
    - 保健局
    - 福利厚生局
    - 社会局

  - 兵站本部
    - 電信局
    - 技師局
    - 会計局

  - 国際人道・人権本部
    - 事例追跡分析局
    - 予防促進普及局
    - 人為調査・研究顧問局
    - 関係者間協力調整局

  - 保安完全防護局
  - 陸軍戦史研究センター

### 師団
- 第1師団　司令部：サンタマリア。ラ・グアヒーラ県、マグダレーナ県、セサール県、スクレ県、ボリーバル県、アトランティコ県を担当。
- 第2師団　司令部：ブカラマンガ。サンタンデール県、ノルテ・デ・サンタンデール県、アラウカ県を担当。
- 第3師団　司令部：サンティアゴ・デ・カリ。ナリーニョ県、カウカ県、バジェ・デル・カウカ県、カルダス県、キンディーオ県、チョコ県の南部を担当。
- 第4師団　司令部：ビジャビセンシオ。カサナレ県、メタ県、ビチャーダ県、グアイニア県、グアビアーレ県、バウペス県を担当。
- 第5師団　司令部：ボゴタ。クンディナマルカ県、ボヤカ県、ウイラ県、トリーマ県を担当。
- 第6師団　司令部：フロレンシア。アマソナス県、カケタ県、プトゥマヨ県、バウペス県の南部の一部分を担当。
- 第7師団　司令部：メデジン。アンティオキア県、コルドバ県、チョコ県の一部を担当。

### その他の部隊・機関
- 緊急展開部隊
- 第25航空旅団
  - ヘリコプター大隊
  - 野戦飛行大隊
  - 航空学校
  - 航空隊支援大隊
- 後方支援旅団
  - 補給大隊
  - 輸送大隊
  - 整備大隊
  - 需品大隊
  - 衛生大隊
  - 戦闘任務支援大隊
- 対麻薬旅団
  - 第1対麻薬大隊
  - 第2対麻薬大隊
  - 第3対麻薬大隊
  - 対麻薬任務支援大隊
- 特殊作戦旅団
  - 第1特殊作戦大隊
  - 第2特殊作戦大隊
  - 第3特殊作戦大隊
  - 第4特殊作戦大隊
- 第15軍事研究旅団
- 機動医療集団 - 3個大隊を有する
- 第19訓練旅団 - 3個大隊を有する
- 第15飛行隊
- 陸軍槍騎兵大隊
- 陸軍コマンドー大隊
- 市街地対テロ特殊部隊群

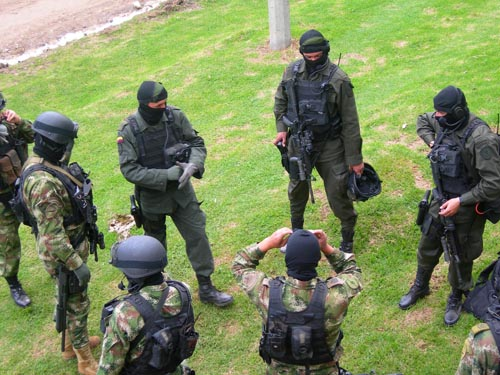
対誘拐特殊部隊(GAULA)の隊員

- 拉致対策警察隊（人質解放統一行動グループ、Grupo de Accion Unificada para la Liberacion del Personal：GAULA）

### 教育機関

#### 士官・下士官形成学校
- 陸軍大学校
- 陸軍士官学校「ヘネラル・ホセ・マリア・コルドバ」（Gral. José María Cordoba）
- 陸軍下士官・軍曹学校「イノセンシオ・チンカ」（Inocencio Chincá）
- 軍航空学校

#### 資格学校
- 武器整備学校（EAS）
- 歩兵学校（ESINF）
- 騎兵学校（ESCAB）
- 馬術学校（ESEQE）
- 砲兵学校（ESART）
- 工兵学校（ESING）
- 兵站学校（ESLOG）
- 通信学校（ESCOM）
- 民事学校（Escuela de Relaciones Civiles ERCM）
- 憲兵学校（ESPOM）
- 陸軍航空学校（ESAVE）
- 射撃学校（Escuela de Tiro CIATE）
- 情報・対諜報学校（Escuela de Inteligencia y Contrainteligencia ESICI）

#### 戦術戦技学校
- 空挺学校（ESPAR）
- 槍騎兵学校（ESLAN）
- 特殊作戦学校（ESFES）

#### 兵卒構成学校
- 専門課程兵卒学校（Escuela de Soldados Profesionales ESPRO）

## 装備

### 装甲車両
- EE-9 カスカベル装甲偵察車 × 121両[6]
- コマンドウ・アドバンスド歩兵戦闘車 × 28両[6][7]
- LAV III歩兵戦闘車 × 32両[6]
- M113A1装甲兵員輸送車 × 28両[6]
- M113A2装甲兵員輸送車 × 26両[6]
- EE-11 ウルトゥ装甲兵員輸送車 × 56両[6]
- ハンターXL（英語版）装甲車 × 複数[6]
- RG-31 ニアラ装甲車 × 4両[6]
- タイタンC（英語版）装甲車 × 複数[6]
- M1117装甲警備車 × 126両[6]
- プラサン サンドキャット装甲車 × 13両[6]

### 車両
- ハンヴィー × 400台以上
- M35 2.5tトラック
- M3ハーフトラック
- カイザー・ジープ M715トラック
- ウィリス MB
- M462トラック

### 小火器
- ベレッタM92
- IMI ガリル
- IMI タボールAR21
- H&K G3
- M16
- M4カービン
- ウージー
- M60機関銃
- FN MAG
- M240機関銃
- IMI ネゲヴ
- ミニミ軽機関銃
- H&K HK21
- ブローニングM2重機関銃
- ブローニングM1919重機関銃
- ダネルMGL
- M79 グレネードランチャー
- M203 グレネードランチャー
- Mk19 自動擲弾銃

### 火砲
- LG1 MkIII 105mm榴弾砲 × 22門[6]
- M101 105mm榴弾砲 × 85門[6]
- GDSB 155mm/52 榴弾砲 × 13門[6]
- 60mm 迫撃砲
- 81mm 迫撃砲 × 1507門[6]
- 120mm迫撃砲 × 169門[6]
- M1A1 40mm対空機関砲 × 4基[6]
- M40A1 106mm無反動砲 × 73門[6]
- M20 89mmロケット発射筒
- RPG-22
- M72 LAW
- AT4
- APILAS

### ミサイル
- ニムロッド ATM × 77[6]
- BGM-71 TOW ATM[6]
- スパイク-ER ATM[6]

## 航空機

### 固定翼機
- ビーチクラフト B200 ELINT機 × 1機[6]
- ビーチクラフト 350 ELINT機 × 1機[6]
- An-32B 輸送機 × 2機[6]
- CASA C-212 輸送機 × 2機[6]
- ビーチクラフト B200 軽輸送機 × 2機[6]
- ビーチクラフト 350 軽輸送機 × 3機[6]
- ビーチクラフト C90 軽輸送機 × 1機[6]
- セスナ 208B グランドキャラバン 軽輸送機 × 8機[6]
- セスナ 208B-EX グランドキャラバン 軽輸送機 × 1機[6]
- ターボコマンダー 695A × 4機[6]

### 回転翼機
- Mi-17-1V × 8機[6]
- Mi-17MD × 6機[6]
- Mi-17V-5 × 5機[6]
- UH-60L × 46機[6]
- S-70i × 7機[6]
- UH-1H × 22機[6]
- UH-1N × 14機[6]

## 階級
| 士官       |                            |      |
| 陸軍大将   | General                    | OF-9 |
| 陸軍中将   | Mayor General              | OF-8 |
| 陸軍少将   | Brigadier General          | OF-7 |
| 陸軍大佐   | Coronel                    | OF-6 |
| 陸軍中佐   | Teniente Coronel           | OF-5 |
| 陸軍少佐   | Mayor                      | OF-4 |
| 陸軍大尉   | Capitan                    | OF-3 |
| 陸軍中尉   | Teniente                   | OF-2 |
| 陸軍少尉   | Subteniente                | OF-1 |
| 士官候補生 | Cadete / Alferez           | OF-D |
| 下士官     |                            |      |
| 最上級曹長 | Sargento Mayor de Commando | OR-9 |
| 曹長       | Sargento Mayor             | OR-8 |
| 1等軍曹    | Sargento Primero           | OR-7 |
| 1等軍曹補  | Sargento Vice Primero      | OR-6 |
| 2等軍曹    | Sargento Segundo           | OR-5 |
| 1等伍長    | Cabo Primero               | OR-4 |
| 2等伍長    | Cabo Segundo               | OR-3 |
| 3等伍長    | Cabo Tercero               | OR-2 |
| 兵卒       |                            |      |
| 上等兵     | Dragoneantes               | OR-1 |
| 継続志願兵 | Soldado Profesional        | OR-1 |
| 徴集兵     | Soldado Regulares          | OR-1 |

補足
Soldado Regularesは、兵役年齢に達し徴兵された者に与えられる階級。22ヶ月間服務する。
Soldado Profesionalは、兵役期間修了後、引き続き軍に残る兵士に与えられる階級。
Dragoneantesは、特に訓練を受けた兵士のこと。通常、身分としては班長・分隊長の下につく階級に相当する。
現在、Teniente Generalが廃止され、Teniente以上の階級符号のランクが一つ繰り上がっている。また、Mayor Generalの階級章が3つ星、 Brigadier Generalの階級章が2つ星となり、師団長がBrigadier Generalの指定職となっている 。

## 兵科
- 歩兵科
- 騎兵科
- 砲兵科
- 工兵科
- 通信科
- 情報科
- 兵站管理科
- 航空科